# Julius Richard Petri
Julius Richard Petri, född 31 maj 1852 i Barmen, död 20 december 1921 i Zeitz, var en tysk bakteriolog.
Petri blev medicine doktor i Berlin 1876. Efter en kort tid som militärläkare blev han assistent till Hermann Brehmer på ett sanatorium i Görbersdorf (Schlesien) och var från 1886 verksam vid Robert Kochs bakteriologiska laboratorium i Berlin. Han utvecklade och förbättrade ett flertal metoder och utrustningar och är främst känd för att ha introducerat petriskålen. År 1900 tog han ut pension och var under tre år föreståndare för Brehmersche Heilanstalt i Görbersdorf, men återvände 1904 till Berlin. 